# Bukaravya
Bukaravya är ett periodiskt vattendrag i Burundi.   Det ligger i provinsen Rutana, i den centrala delen av landet, 110 kilometer sydost om huvudstaden Bujumbura.
Omgivningarna runt Bukaravya är en mosaik av jordbruksmark och naturlig växtlighet. Runt Bukaravya är det ganska tätbefolkat, med 239 invånare per kvadratkilometer.